# Beck – Mannen utan ansikte
Beck – Mannen utan ansikte är en svensk TV-film från 2001 av Harald Hamrell. Detta är den 10:e Beck-filmen med Peter Haber och Mikael Persbrandt i huvudrollerna.

## Handling
Jörgen Beckman går ut på en kvällspromenad med sin hund och blir brutalt knivhuggen. Gunvald Larsson anländer till brottsplatsen och konstaterar att Beckman inte bara berövats livet utan också fått huden avskalad från ansiktet. Den chockade hustrun beskriver deras äktenskap som lyckligt, men hon nämner att en utlänning knackade på deras dörr dagen före mordet. Samtidigt avslöjar offrets elektroniska dagbok en förbindelse med en svensk kvinna, gift med en pakistanier. Hedersmord (karo kari) finns med i handlingen.

## Om filmen
Beck – Mannen utan ansikte har visats på Sjuan, bland annat i mars 2022.

## Rollista (urval)
- Peter Haber – Martin Beck
- Mikael Persbrandt – Gunvald Larsson
- Malin Birgerson – Alice Levander
- Marie Göranzon – Margareta Oberg
- Hanns Zischler – Josef Hillman
- Ingvar Hirdwall – grannen
- Leif Andrée – Jörgen Beckman
- Rebecka Hemse – Inger Beck
- Jimmy Endeley – Robban
- Mårten Klingberg – Nick
- Peter Hüttner – Oljelund
- Fikret Cesmeli – Hammad
- Amir Barghashi – Hassan Ahmed
- Michalis Koutsogiannakis – Tahmed Ahmed
- Stina Ekblad – Angelica Beckman
- Karin Holmberg[1] – Solveig Ahmed
- Rutger Nilson – hundägare
- Sofia Bach – sekreterare
- Fredrik Ohlsson – Josef Hillmans svenska röst